# یوشیدا کیجو
یوشیدا کیجو نویسنده و کارگردان فیلم اهل ژاپن بود که او را کارگردان موج نوی ژاپن می‌شناختند.

## زندگی‌نامه
وی از دانشگاه توکیو در رشته ادبیات فرانسه فارغ‌التحصیل شد و از سال ۱۹۵۵ به استودیو شوچیکو پیوست و به عنوان دستیار یاسوجیرو اوزو فعالیت کرد. نخستین کارگردانی خود را با درامی با عنوان «به هیچ وجه خوب نیست» در سال ۱۹۶۰ وارد عرصه کارگردانی شد. یوشیدا همراه با ناگیسا اوشیما و ماساهیرو شینودا از چهره‌های مطرح موج نوی سینمای ژاپن در اواخر دهه ۱۹۵۰ و اوایل دهه ۱۹۶۰ بودند.